# IC 40
IC 40 је спирална галаксија у сазвјежђу Кит која се налази на листи објеката дубоког неба у Индекс каталогу.
Деклинација објекта је + 2° 27' 22" а ректасцензија 0h 39m 21,3s. Привидна величина (магнитуда) објекта IC 40 износи 14,3 а фотографска магнитуда 15,1. IC 40 је још познат и под ознакама UGC 413, MCG 0-2-106, CGCG 383-56, PGC 2376.